# 에스더기도운동본부
에스더기도운동본부는 대한민국의 개신교 극우 계열 선교 단체로, 2007년에 결성됐다. '거룩한 나라, 북한구원 통일한국, 선교한국’을 위해 기도하는 초교파 기도운동을 일으키며 "북한" 선교를 하는 단체'이다. 북한선교 외에 이슬람권 선교, 이스라엘 선교, 태아생명 존중운동, 바른 성문화 운동, 동성애 차별금지법 반대, 다음세대 교육 등을 진행하고이다. 이러한 이념을 바탕으로 동성애자를 비롯한 성소수자의 퀴어축제를 반대하며, 대한민국 법무부의 차별금지법안 중 성소수자 관련 조항의 문제점을 지적하고 있다.
2007년 1월 4~6일, 7,000 에스더 단식 국가기도성회에서 3,000여 명의 기도자들이 모여, 물도 마시지 않고 3일간 단식하며 기도하였다. 이 성회 때 국내에서뿐만 아니라 이스라엘(예루살렘), 호주(시드니), 캐나다(벤쿠버), 미국(오클라호마, 시애틀, 시카고, 아리조나, 캔사스, LA) 등 해외 여러 지역의 교회에서 동참하였다.
2009년 2월 1차 JESUS ARMY 컨퍼런스를 시작으로, 매년 겨울과 여름 2회에 걸쳐 4박 5일 동안 진행된다.
2018년 9월 27일부터 게재된 《한겨레》의 《‘가짜뉴스’의 뿌리를 찾아서》라는 제목의 연속 기획 보도에서 동성애자 혐오, 난민 및 이슬람교 혐오 등 가짜뉴스를 배포하였다고 보도된 바 있다. 해당 보도가 나간 이후 본 선교단체는 진실공방을 위해 《한겨레》와 법적 소송이 진행 중이다. 한편, 좌익 정당인 민중당은 이용희 대표를 검찰에 고발했으나, 이후 각하 결정이 내려졌다.

## 탈북민 강제북송 반대 기자회견
지난 2023년 7월 31일 서울 《중국 대사관》 앞에서 중국의 탈북민 2,600여명 탈북민 강제북송을 반대하는 기자회견을 진행한 바 있다. 탈북민 출신 지성호 국회의원이 참석하여 발언하였다. 현재 북-중 국경봉쇄 기간 동안 중국정부가 억류한 탈북민 수가 2600여명에 이르렀다고 보고 있다.

## 통일광장기도회

### 태동
한국대학생선교회(CCC) 설립자이자 에스더기도운동 초대 고문인 김준곤 목사의 "거리로 나가서 기도해야 합니다. 광장과 거리의 기도회를 전국적으로 확산시켜야 합니다. 우리는 더 이상 예수님을 교회 안에만 가두지 않아야 합니다." 말씀을 따라 그리고 구동독 라이프치히 니콜라이교회의 월요기도모임이 독일 통일의 초석이 된 것을 보며, 2011년 10월 31일 처음으로 서울역 광장에서 복음통일을 위해 기도하는 '통일광장기도회'가 시작되었다.

### 전국과 해외 지역
서울역 통일광장기도회를 시작으로 계속 번져나가 서울에서 제주까지 전국 47개 주요 도시와 미국, 뉴질랜드, 캐나다, 필리핀, 일본, 콜롬비아, 이스라엘 등 해외 7개국에서 진행되고 있다. 목회자들과 성도들이 초교파적으로 매주 광장에 모여 나라와 복음통일을 위해 기도한다.

## 논란

### 허위 사실 유포
일부에서는 이 단체가 2012년 대한민국 대통령 선거부터 박근혜를 돕기 위해 문재인에 대한 허위 사실을 유포하고, 이후에는 유투브에서 허위 사실을 조직적으로 유통하는 단체라고 주장하고 있다. 특히 미디어 선교학교라는 이름으로 허위 사실을 유포하고 기사에 댓글을 다는 강좌가 상시적으로 이루어진다고 주장한다. 특히 동성애 등 성소수자 혐오와 난민 혐오를 조장하는 허위 사실의 발원지라고 보는 시각이 있다.
2018년 《한겨레》의 기획 보도가 나온 이후, 이 단체는 자신들의 명예와 신앙의 자유, 양심의 자유, 표현의 자유를 침해했다면서 민형사상 조치를 취하겠다고 주장했다. 2018년 10월 5일에 좌익 정당인 민중당은 《한겨레》의 보도를 근거로 해당 단체의 이용희 대표를 공직선거법, 국가정보원법 위반 및 명예훼손 혐의로 서울중앙지방검찰청에 고발했으나, 이후 같은 해 12월에 각하 결정이 내려졌다. 민중당의 김선경 공동대표는 서울지검의 각하 결정을 두고 "검찰이 추가 자료를 요청했고, 민중당은 검찰이 필요한 자료를 확보할 수 있도록 조치를 취해 놓았음에도 (검찰은) 나서지 않았다."라며 비판했다.
한편 에스더는 2018년 9월 28일부터 《한겨레》의 기획 보도를 반박하는 의견 광고를 대한민국 내 주요 일간지에 게재하는 한편 웹사이트에도 성명을 게시했으나, 《한겨레》는 이를 반박하는 기사를 같은 해 10월 8일부터 10일까지 실었다.
이후 《한겨레》는 언론중재위원회의 조정에 따라 2018년 11월 9일에 기획 보도의 내용 중 '에스더가 박근혜 집권기 중 국가정보원에 청년활동가 양성 관련 자금 지원을 요청했다'는 내용에 대한 반론 보도를 실었다.

### 한민족 선민론 주장
에스더가 주최하는 강연의 내용 중 한민족을 이스라엘의 12 부족 중 단 지파의 후손으로 보는 이른바 '한민족 선민론'이 포함돼있는데, 이는 이단 시비가 있는 교리 해석이다.

### 금융 관련 법률 위반 의혹
에스더가 대한민국 외교부에 등록된 자매 단체의 명의로 개설된 계좌를 통해 후원금을 받고, 후원 계좌에서 이용희 대표 개인에게 거액이 이체된 것을 두고 대한민국 국회는 외교부에 계좌 내역을 요청했다.

## 같이 보기
- 기독교 우파
- 동성애와 기독교
- 동성애 혐오
- 탈동성애 운동
- 제주 난민 사태
- 이슬람 공포증